# Raabau
Raabau è una frazione di 572 abitanti del comune austriaco di Feldbach, nel distretto di Südoststeiermark, in Stiria. Già comune autonomo, il 1º gennaio 2015 è stato aggregato a Feldbach assieme agli altri comuni soppressi di Auersbach, Gniebing-Weißenbach, Gossendorf, Leitersdorf im Raabtal e Mühldorf bei Feldbach.